# Ареобинд (консул 434 г.)
Вижте пояснителната страница за други личности с името Ареобинд.
Флавий Ареобинд (на латински: Flavius Areobindus; Ariobindus, Ariovindus, Arivendus; † 449 г.) е генерал от гетски или готски произход на Източната Римска империя през 5 век.

## Биография
През 422 г. участва с ранг comes foederatorum като командир на варварска войска при римляните във войната против сасанидския цар Бахрам V. През 434 г. Ареобинд е консул на Изтока заедно с Флавий Ардабур Аспар, колега на Запада. Тази година става magister militum per Orientem (perhaps praesentialis). През 441 г. е командир в похода на Теодосий II против вандалите в Африка. През 443 г. се бие заедно с други военачалници против хуните на Атила.
През 447 г. получава титлата patricius, но през 449 г. изпада в немилост при Теодосий II.

## Деца
- Флавий Дагалайф, консул 461 г.